# Asamblea de Huaura
La Asamblea deliberante del Norte, más conocida como la Asamblea de Huaura, fue una asamblea constituyente que se reunió del 3 de agosto al 11 de agosto de 1836 en la ciudad peruana de Huaura. Reunió a 20 representantes o diputados de los departamentos del Norte del Perú (Amazonas, Junín, La Libertad y Lima), a instancias del mariscal Andrés de Santa Cruz, tras la guerra por el establecimiento de la Confederación Perú-Boliviana.  Esta Asamblea dio la Constitución Política del Estado Nor -Peruano en donde se acordó la formación del Estado Nor-Peruano, así como su federación con el Estado Sud-Peruano y la República de Bolivia, los que, en conjunto, conformarían la Confederación Perú-Boliviana.

## Contexto

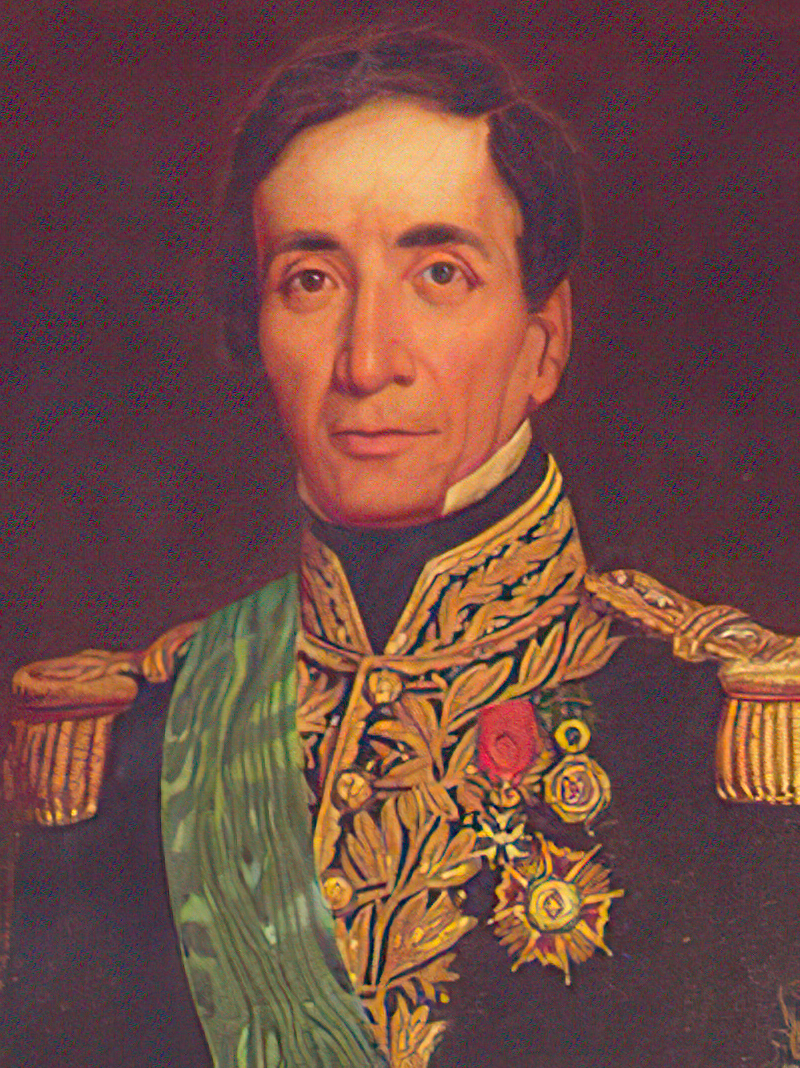
Gran mariscal Andrés de Santa Cruz, Supremo Protector de la Confederación Perú-Boliviana.

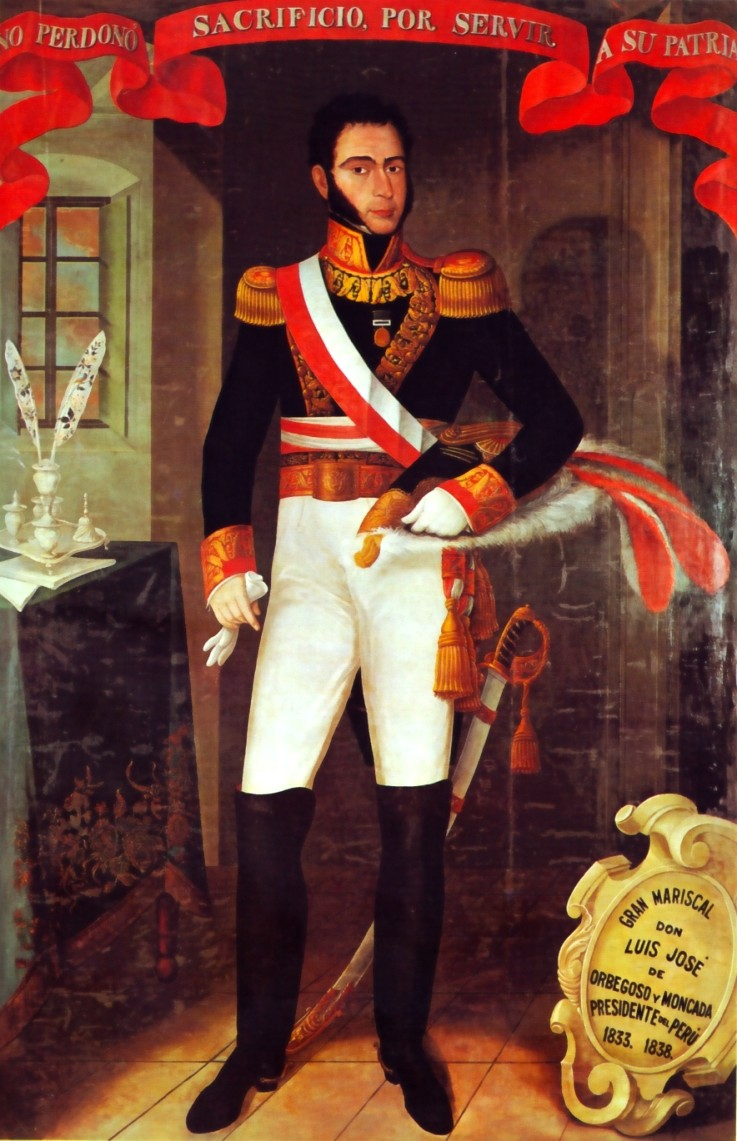
Gran Mariscal Luis José de Orbegoso, Presidente Provisorio del Perú y luego Presidente del Estado Nor-Peruano.

En 1835 el presidente de Bolivia Andrés de Santa Cruz invadió el Perú, y tras derrotar sucesivamente a los generales peruanos Agustín Gamarra y Felipe Santiago Salaverry, se adueñó del país y tuvo manos libres para realizar su proyecto de la Confederación.
El sur del Perú acogió favorablemente dicho proyecto, y envió sus representantes a la Asamblea de Sicuani, la cual acordó la formación del Estado Sud-Peruano y su federación con Bolivia y con el otro estado independiente que debía formarse en el norte del Perú, región donde, en contraste, no era bien visto el proyecto de la Confederación.

## Instalación
La asamblea de los departamentos del norte peruano demoró más en reunirse que su par del sur. En dicha región se notaron desde un principio síntomas de resistencia ante la nueva situación política. A diferencia del sur peruano, el norte carecía de vínculos directos con Bolivia, y temía perder su preponderancia tradicional que había ejercido hasta entonces en la vida del Perú.
Finalmente, se reunió la Asamblea del norte peruano en la Casa del Balcón de Huaura, del 3 al 11 de agosto de 1836, vigilada por una división boliviana, y cautelado en sus decisiones por los jefes de ese ejército, generales Trinidad Morán y Ramón Herrera. Dicha asamblea estuvo compuesta por 20 diputados que representaban a los departamentos de Amazonas, Junín, La Libertad y Lima, bajo la presidencia de Evaristo Tadeo Gómez Sánchez. Ante ella presentó su renuncia el presidente Luis de Orbegoso, que no fue aceptada, quedando momentáneamente como presidente provisorio del Estado Nor-Peruano.

## Labor
La asamblea dio el día 6 de agosto la Constitución del Estado Nor Peruano, la cual fue promulgada el día 11 de agosto por el presidente Orbegoso. En ellas se estipuló lo siguiente:
- La formación de un estado libre e independiente a base de los departamentos de Amazonas (capital Chachapoyas), Huaylas (capital Huaraz), Junín (capital Tarma), La Libertad (capital Trujillo) y Lima (capital Lima). Adoptaría el nombre de Estado Nor-Peruano, cuya forma de gobierno sería la popular representativa.
- La federación de dicho Estado con Bolivia y con el Estado Sud-Peruano, formando la gran Confederación Perú-boliviana. Las bases de dicha confederación debían se fijadas por un congreso de plenipotenciarios nombrados por cada uno de los tres estados.
- El otorgamiento de la suma del poder público al mariscal Andrés de Santa Cruz bajo el título de Supremo Protector del Estado Nor-Peruano y con las facultades de nombrar un sustituto cuyas funciones él mismo detallaría, debiendo ser ellas limitadas.
- La adopción del mismo pabellón, escudo de armas y tipo de moneda que había tenido la República del Perú, con la única diferencia de que se sustituiría este nombre por el de «Estado Nor-Peruano».

A Santa Cruz se le otorgó otros homenajes y honores, como su designación como Protector de toda la Confederación, la colocación de su retrato en el Congreso, los tribunales y en los salones de Palacio de Gobierno, y la acuñación de medallas de oro y plata con su busto y la siguiente inscripción: «A Santa Cruz, el Pacificador, la gratitud peruana, año de 1836». A Orbegoso (que quedaba relevado de la presidencia) se le confirió el grado de Gran Mariscal, recibió las gracias por sus servicios, se le condecoró con un sol de brillantes con estas inscripciones: «El Estado Nor-Peruano al general D. Luis José Orbegoso», en el reverso «Sirvió a la patria con lealtad». Se le obsequiaron además 100.000 pesos y se ordenó que fuera colocada en su mansión limeña un escudo con las armas del Estado y la inscripción: «La patria agradecida». Posteriormente, Orbegoso fue nuevamente nombrado Presidente provisorio del Estado Nor-Peruano.

## Consecuencias
Otorgado el poder político a Santa Cruz, una comisión de la Asamblea de Huaura se constituyó en Lima para tomarle juramento. Santa Cruz, que había esperado en Tarma mientras debatía la Asamblea, entró triunfalmente a Lima el 15 de agosto de 1836, asumiendo el mando como Supremo Protector de los Estados Sud y Nor Peruanos. En Bolivia, un Congreso extraordinario reunida en Tapacarí (junio de 1836) acordó también autorizar a Santa Cruz la formación de la Confederación. Cabe señalar que las tres asambleas (Sur-Perú, Nor-Perú y Bolivia) tuvieron un carácter improvisado, fueron poco representativas y se desarrollaron bajo el influjo autoritario de Santa Cruz. No obstante, sus acuerdos posibilitaron armar el edificio confederativo.
Provisto pues, de todos los elementos legales que le otorgaron las asambleas de los tres estados, Santa Cruz decretó establecida la Confederación Perú-Boliviana, por decreto dado en Lima el 28 de octubre de 1836. Convocó luego a un congreso de plenipotenciarios de los tres estados, el llamado Congreso de Tacna, donde debían discutirse las bases de la estructura administrativa de la Confederación.